# Teorema di Holevo
Il teorema di Holevo, pubblicato dal matematico sovietico Alexander Holevo nel 1973, assume rilievo in fisica, soprattutto nel campo dell'informazione quantistica.
È a volte chiamato limite di Holevo, dal momento che esso stabilisce un limite superiore.
Secondo il teorema, l'informazione accessibile data da uno stato quantistico {\displaystyle \rho } è limitata dalla sua informazione di Holevo:
{\displaystyle S(\rho )-\sum _{i}^{}p(i)S(\rho _{i})}
dove {\displaystyle S(\rho )=-\operatorname {Tr} \rho \log _{2}\rho } è l'entropia di von Neumann e
{\displaystyle \rho =\sum _{i}p(i)\rho _{i}}
{\displaystyle \rho _{i}} sono gli stati usati per codificare l'informazione sotto la distribuzione {\displaystyle p(i)}. In pratica questo teorema prova che n qubit possono rappresentare solo fino a n bit classici (non codificati in modo quantistico).